# القتل (فلم)
القتل (The Killing) فيلم نوار تم إنتاجه عام 1956. وقد قام بدور البطولة فيه الممثل الأمريكي ستيرلينغ هايدن. الفيلم من تأليف كوبريك وجيم تومبسون، وهو مقتبس عن رواية Clean Break للكاتب الأمريكي «ليونيل وايت». فاز الفيلم بجائزة بافتا عام 1957. وللإشارة فهو ثالث أفلام المخرج الأمريكي ستانلي كوبريك.

## القصة
جوني كلاي (سترلينغ هايدن) مجرم يخطط لعملية سطو أخيرة قبل أن يترك عالم الجريمة ويتزوج من صديقته ويعيش حياة الاستقرار. يبدأ جوني التخطيط لسرقة مليوني دولار من غرفة عد الأموال في حلبة سباق الأحصنة، فيُعد فريقا مُكوَّنا من شرطي فاسد وصراف رِهان من أجل أن يساعداه في الدخول إلى الغرفة، إضافة إلى قناص لكي يطلق النار على أفضل حصان في السباق، فيصرف انتباه الجمهور، وأحد المصارعين لكي يخلق شجارا في الحانة فيصرف بدوره انتباه الشرطة عن العملية.

## وصلات إضافية
- مقالات تستعمل روابط فنية بلا صلة مع ويكي بيانات